# Élection à la direction du Parti travailliste britannique de 1983
L'élection à la direction du Parti travailliste de 1983 a eu lieu en 1983 pour élire le chef du Parti travailliste. Son chef, Michael Foot démissionne en raison de la mauvaise performance du parti travailliste lors des élections générales de 1983. Les travaillistes obtient 209 sièges soit 60 de moins par rapport au précédent scrutin. Il s'agit du pire score du parti depuis élections générales de 1935.
A l'issue du scrutin, c'est Neil Kinnock qui est élu chef du parti et Roy Hattersley devient le chef adjoint du parti.

## Candidats
| Nom | Nom            | Mandat(s)                                                                             |
| --- | -------------- | ------------------------------------------------------------------------------------- |
|     | Neil Kinnock   | Secrétaire d'État à l'Éducation et aux Sciences du cabinet fantôme Député pour Islwyn |
|     | Roy Hattersley | Secrétaire d'État à l'Intérieur du cabinet fantôme Député pour Birmingham Sparkbrook  |
|     | Eric Heffer    | Ministre d'État pour l'Europe du cabinet fantôme Député pour Liverpool Walton         |
|     | Peter Shore    | Chancelier de l'Échiquier du cabinet fantôme Député pour Bethnal Green and Stepney    |

## Résultats
| Candidat | Candidat       | Syndicats affiliés (40 %) | Syndicats affiliés (40 %) | Délégués dans les circonscriptions (30 %) | Délégués dans les circonscriptions (30 %) | Députés (30 %) | Députés (30 %) | Total |
| Candidat | Candidat       | Voix                      | %                         | Voix                                      | %                                         | Voix           | %              | %     |
| -------- | -------------- | ------------------------- | ------------------------- | ----------------------------------------- | ----------------------------------------- | -------------- | -------------- | ----- |
|          | Neil Kinnock   | 4 389                     | 72,6                      | 571                                       | 91,5                                      | 100            | 49,3           | 71,3  |
|          | Roy Hattersley | 1 644                     | 27,2                      | 12                                        | 1,9                                       | 53             | 26,1           | 19,3  |
|          | Eric Heffer    | 7                         | 0,1                       | 41                                        | 6,6                                       | 29             | 14,3           | 6,3   |
|          | Peter Shore    | 5                         | 0,1                       | 0                                         | 0,0                                       | 21             | 10,3           | 3,1   |